# 高野希義
高野 希義（たかの きよし）は、KADOKAWAに所属する編集者・プロデューサー。
KADOKAWAの編集者。企画、文芸、プロデューサー等も担当。
2004年9月7日の「CEDEC 2004」で雑誌読者参加企画を題材に講演を行なった。

## 作品

### 雑誌編集
- 電撃G's magazine
- 電撃G'sコミック

### 企画
- ファージアスの邪皇帝
- 女神スタジアム
- 女神天国
- シスター♥プリンセス
- シスター・プリンセス RePure
- HAPPY★LESSONシリーズ
- 双恋
- フタコイ オルタナティブ
- Strawberry Panic
- Baby Princess
- ラブライブ！
- ラブライブ！　サンシャイン‼